# 周勇 (1964年)
周勇（1964年9月—），男，汉族，重庆武隆人，中华人民共和国政治人物，中共重庆市九龙坡区委书记，第十三届全国人民代表大会重庆市代表。

## 生平
2018年，周勇被选为重庆市出席第十三届全国人民代表大会代表。